# Eciton vagans
Eciton vagans is een mierensoort uit de onderfamilie van de Ecitoninae. De wetenschappelijke naam van de soort is voor het eerst geldig gepubliceerd in 1792 door Olivier.